# Hubert Winkler
Pour les articles homonymes, voir Winkler.
Hubert J.P. Winkler, né le 13 février 1875 à Prenzlau et mort le 10 juin 1941 à Breslau (auj. Wrocław), est un naturaliste et un botaniste allemand, spécialiste de la flore tropicale, au Cameroun et en Asie.
Il travaille notamment à Victoria – aujourd'hui jardin botanique de Limbé (Cameroun) – et, de 1904 à 1905, collecta une importante collection de quelque 1 600 plantes autour du mont Cameroun.

## Sélection de publications
- (de) Botanisches Hilfsbuch für Pflanzer, Kolonialbeamte, Tropenkaufleute und Forschungsreisende 1912), [lire en ligne]